# Dendrobium primulardii
Dendrobium primulardii är en orkidéart som beskrevs av Horridge. Dendrobium primulardii ingår i släktet Dendrobium, och familjen orkidéer.
Artens utbredningsområde är Burma. Inga underarter finns listade i Catalogue of Life.